# Bocognano
Bocognano est une commune française située dans la circonscription départementale de la Corse-du-Sud et le territoire de la collectivité de Corse. Elle appartient à l'ancienne piève de Celavo dont elle était le chef-lieu.

## Géographie

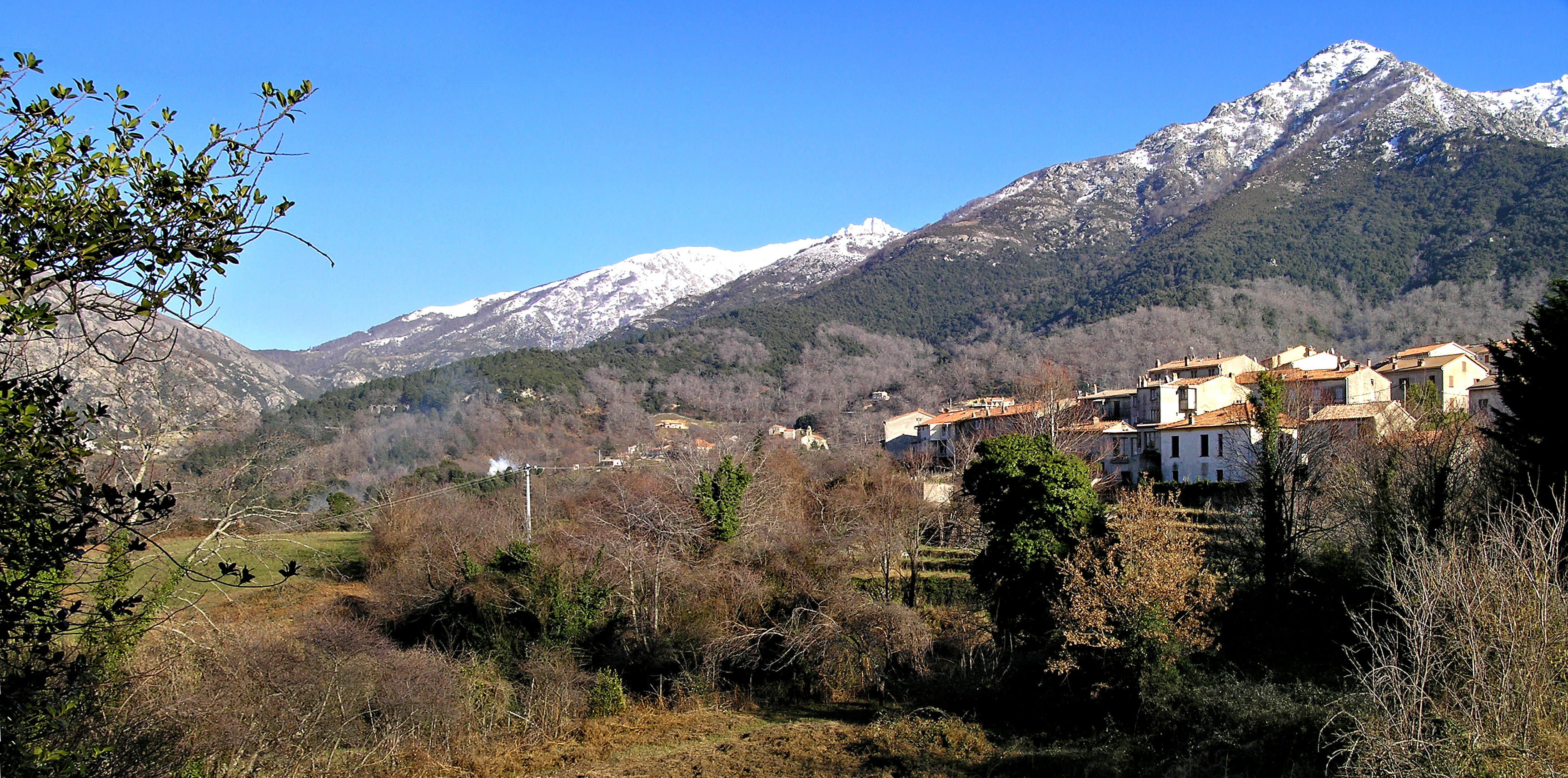
Panorama du village. Au fond à gauche le col de Vizzavona

### Situation
À mi-chemin entre Ajaccio et Corte, le village de Bocognano est réputé pour sa situation privilégiée au pied du Monte d'Oro, ses châtaigneraies et sa cascade du voile de la mariée à l'écart du village.
Bocognano est l'une des dix communes composant le canton de Celavo-Mezzana. Elle est adhérente au parc naturel régional de Corse, dans le « territoire de vie » appelé « Gravona ».
Son patrimoine naturel, la pureté de ses sources, la qualité de son accueil en font une station climatique et estivale recherchée à proximité d'Ajaccio.

### Géologie et relief

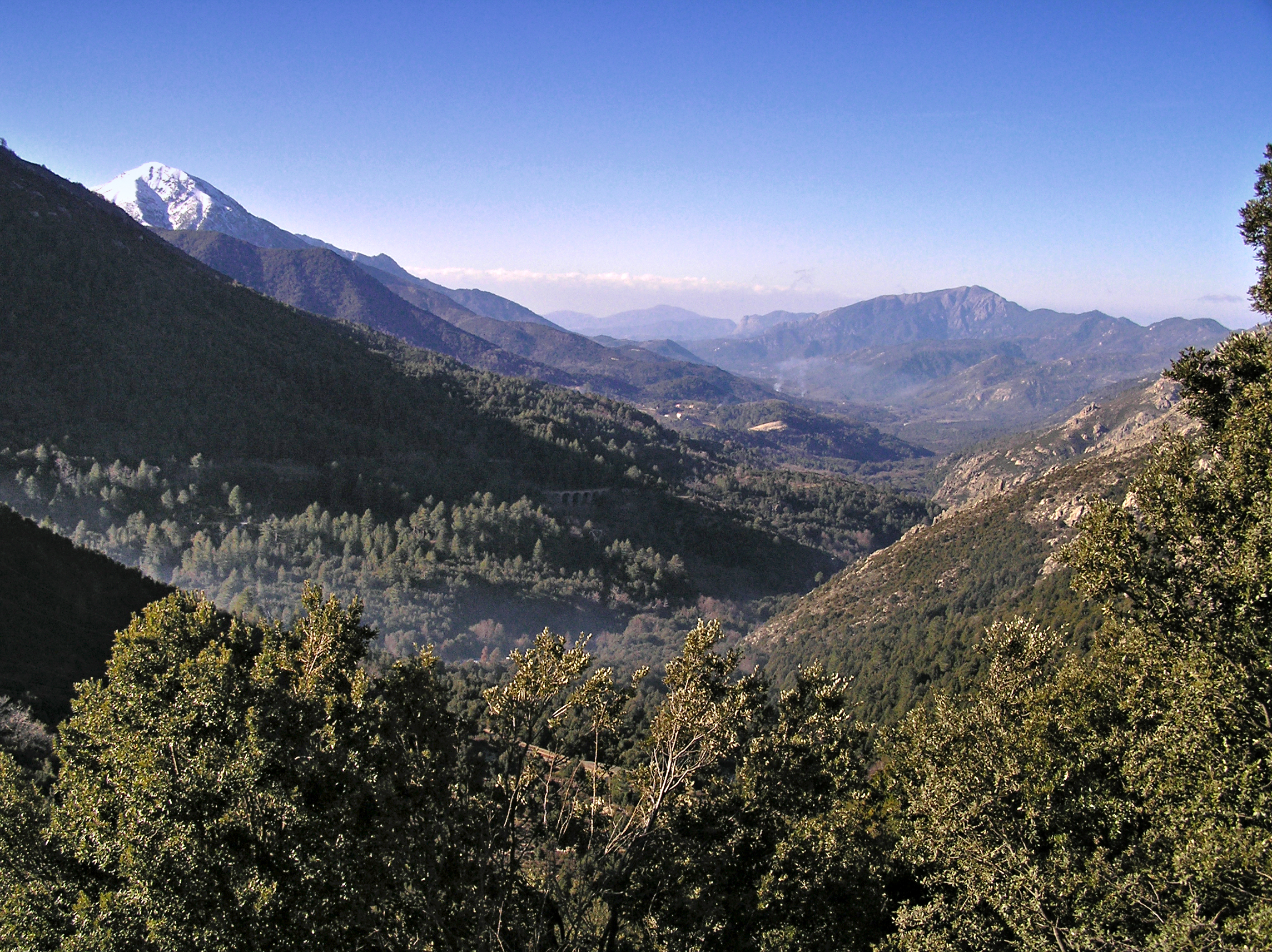
Vallée de la Gravona

Bocognano est une commune de montagne située dans le « delà des monts », la partie granitique de l'île. Elle occupe un territoire ceinturé par des chaînes de hautes montagnes du massif du Monte Rotondo au Nord et du massif du Monte Renoso au Sud, au travers duquel coule la Gravona. C'est la haute vallée de la Gravona, le cours d'eau prenant sa source au flanc du Monte Renoso à 2 110 m d'altitude.
Limites territoriales

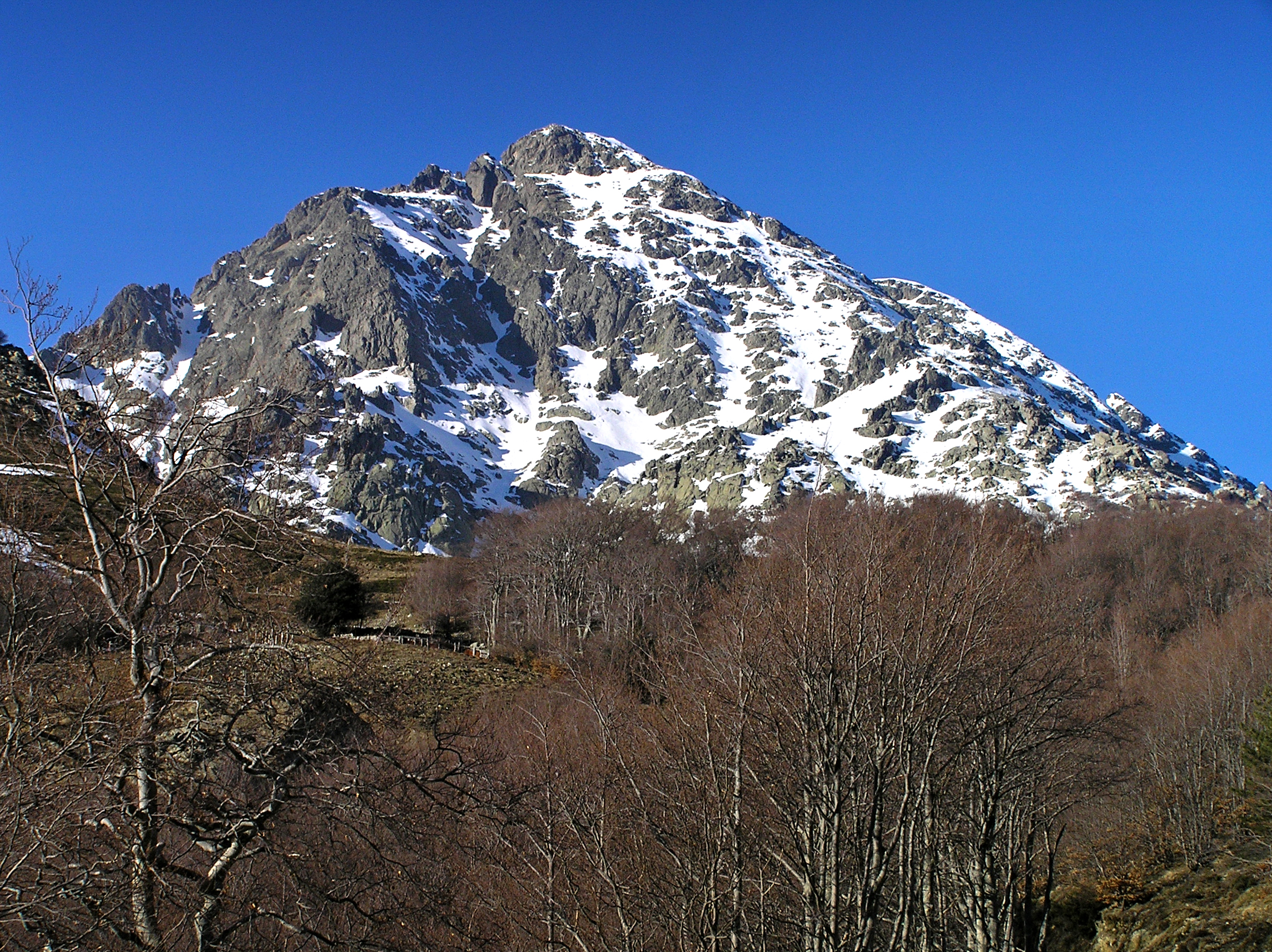
Crête du col de Vizzavona, limite Nord de Bocognano

Les limites de son territoire sont marquées :
- au Nord, par une ligne de crête partant de Punta ai Novi (1 451 m) vers l'Ouest, passant par Punta alla Giagarella (1 465 m), Pointe Feniccia (1 691 m), Cima di Vico (1 879 m), Pointe Giareto (1 789 m), Pointe Laccione (1 882 m), la crête de Gialgarello qui monte jusqu'à Pointe Migliarello (2 254 m) à l'Ouest ;
- à l'Est, par une ligne de crête passant par Punta Cancellone (2 120 m), Bocca di Fontanella (1 894 m), Punta del Ceppo (1 632 m), Punta alla Corbajola (1 457 m), le col de Vizzavona (1 163 m), Punta Grado (1 602 m), Punta Scarpiccia (1 813 m), Punta dell'Oriente (2 112 m) (la ligne formée par ces trois sommets marque la limite Sud-Ouest de la forêt de Vizzavona - Vivario), Pinzi Corbini, jusqu'à Punta Baccinello (2 247 m), atteignant le Monte Renoso (2 352 m) « à cheval » sur Ghisoni, Bastelica et Bocognano ;
- au Sud, par une ligne de crête passant par Punta alla Vetta (2 255 m), Punta Capannella (2 250 m), Monte di Pozzolo (2 029 m) à l'extrême Sud de la commune. De là, la ligne suit le cours du ruisseau de Pozzolo pour reprendre une autre ligne de crête passant par Punta Farajello (1 634 m), Filo di Mela, traverse le cours du ruisseau de Spelonche, franchit le flanc méridional de Punta Ruggiaccio (1 263 m), suit le cours du ruisseau de Frasseto qui se prolonge par le ruisseau de Piana, et atteint la Gravona. De là, la ligne suit la Gravona, tantôt sur sa rive droite, tantôt sur sa rive gauche, jusqu'à la confluence du ruisseau d'Erbajolo.
- à l'Ouest, la limite se matérialise par le cours du ruisseau d'Erbajolo qui prend en amont le nom de ruisseau d'Agnarona, jusqu'à Muratello, puis se dirige sur Punta ai Novi en passant par bocca Muratello (1 214 m).

### Hydrographie

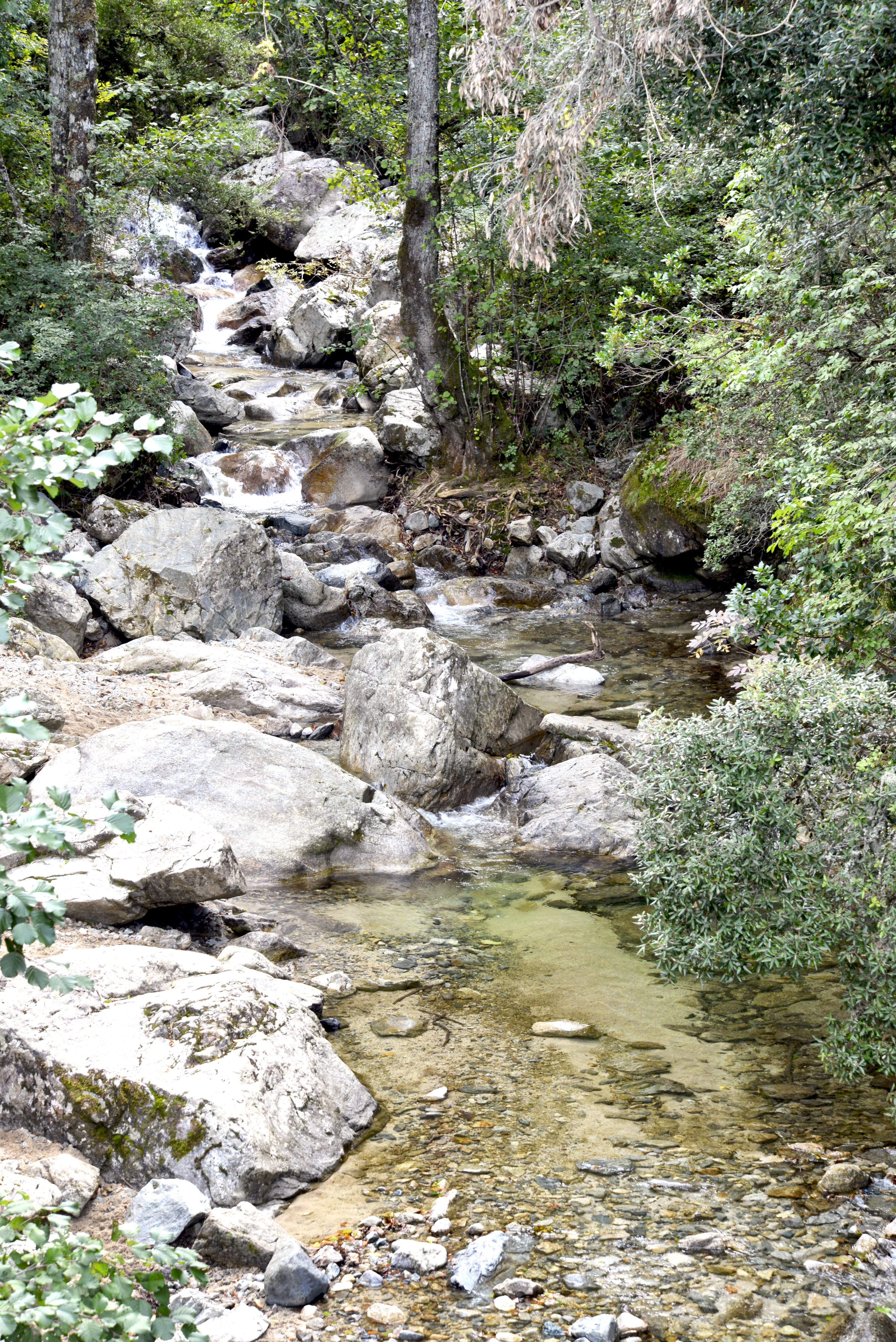
Ruisseau de Trotto

Le réseau hydrographique est dense. La rivière Gravona est alimentée par de nombreux ruisseaux dont seuls sont nommés sur les cartes : 
- rive droite : le ruisseau de Foce[1], le ruisseau de Leccia Rossa[2], la Ricchiusa[3], le ruisseau de Pruniccia[4], le ruisseau de Casella[5], le ruisseau de Pentica[6], le ruisseau d'Erbajolo[7] ;
- rive gauche : le ruisseau de Landagliaccio[8], le ruisseau de Bronco[9], le ruisseau de Piana[10].

Au Nord-Est de Busso, se trouve une mini-centrale hydroélectrique sur la Gravona.
De nombreuses sources jaillissent sur son territoire et forment des fontaines naturelles.
À moins de 300 m à vol d'oiseau du pont de Salicio sur la route D27, se trouve la cascade du Voile de la mariée, créée par la chute du ruisseau de Trotto, affluent du ruisseau de Piana.

### Climat et végétation
Le territoire a une végétation étagée. Sous les crêtes rocheuses, nues, apparaissent des aulnes odorants (u bassu en corse), denses, impénétrables, puis les hêtraies, de part et d'autre du haut de la vallée. À l'étage inférieur, le manteau végétal est boisé, composé majoritairement de chênes verts et de pins maritimes, sans véritable forêt, puis la châtaigneraie située dans une zone comprise entre 600 et 800 mètres. Les châtaigniers plantés le long de la route au Nord du village attirent de nombreux ramasseurs et cueilleurs au moment de l'éclosion des bogues à l'automne.
Trois forêts communales couvrent une grande partie de la commune :
- Bocognano/Pastricciola/Tavera (1 451 ha) ;
- Bastelica/Bocognano (3 957 ha) ;
- Azzana/Bocognano/Pastricciola/Rezza/Tavera (1 045 ha).

### Voies de communication et transports

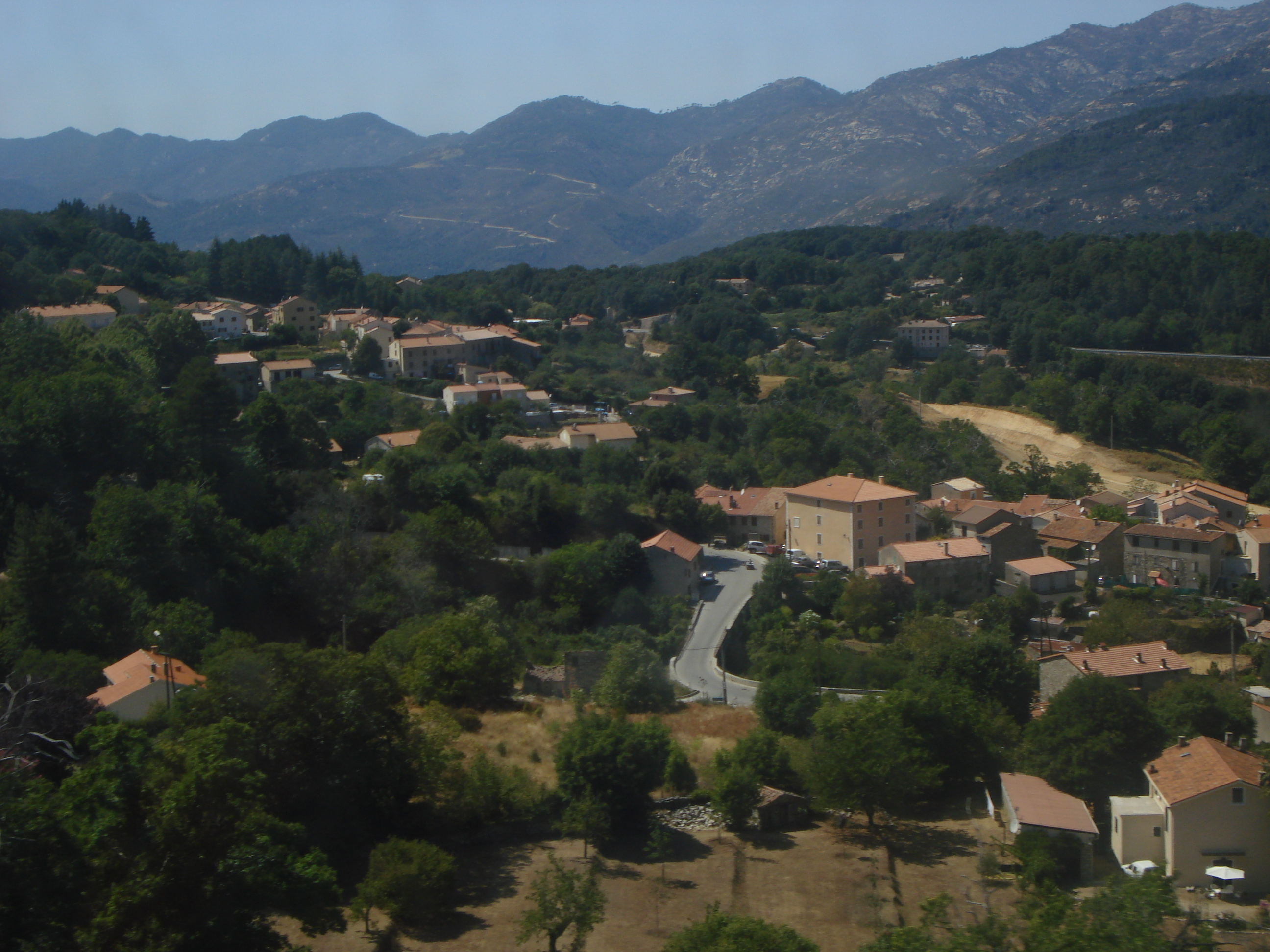
Vue de Bocognano du haut du viaduc ferroviaire

#### Accès routiers
Bocognano est accessible par la route (RN 193) devenue (RT 20), depuis Ajaccio distant de 36 km, et Corte distant de 41 km. Pour venir de Corte, il faut franchir le col de Vizzavona (altitude 1 163 m). En période hivernale, il est prudent de se munir de chaînes où d'équipements.
La D27 est une route départementale qui relie la RN 193 (RT 20) depuis Bocognano à la RN 196 jusqu'à Cauro. Cette petite route permet de rejoindre le village voisin de Bastelica après un parcours sinueux de 22 km en franchissant le col de la Scalella (1 193 m). A savoir que celui-ci est quelquefois fermé en période hivernale.
Bocognano se trouve sur la « Route des Sens Authentiques Strada di i Sensi » dans la microrégion I Trè Vaddi (Prunelli, Gravona, Cruzini) du CREPAC (Comité régional d'expansion et de promotion agricole de la Corse).

##### La déviation de Bocognano de la RT 20

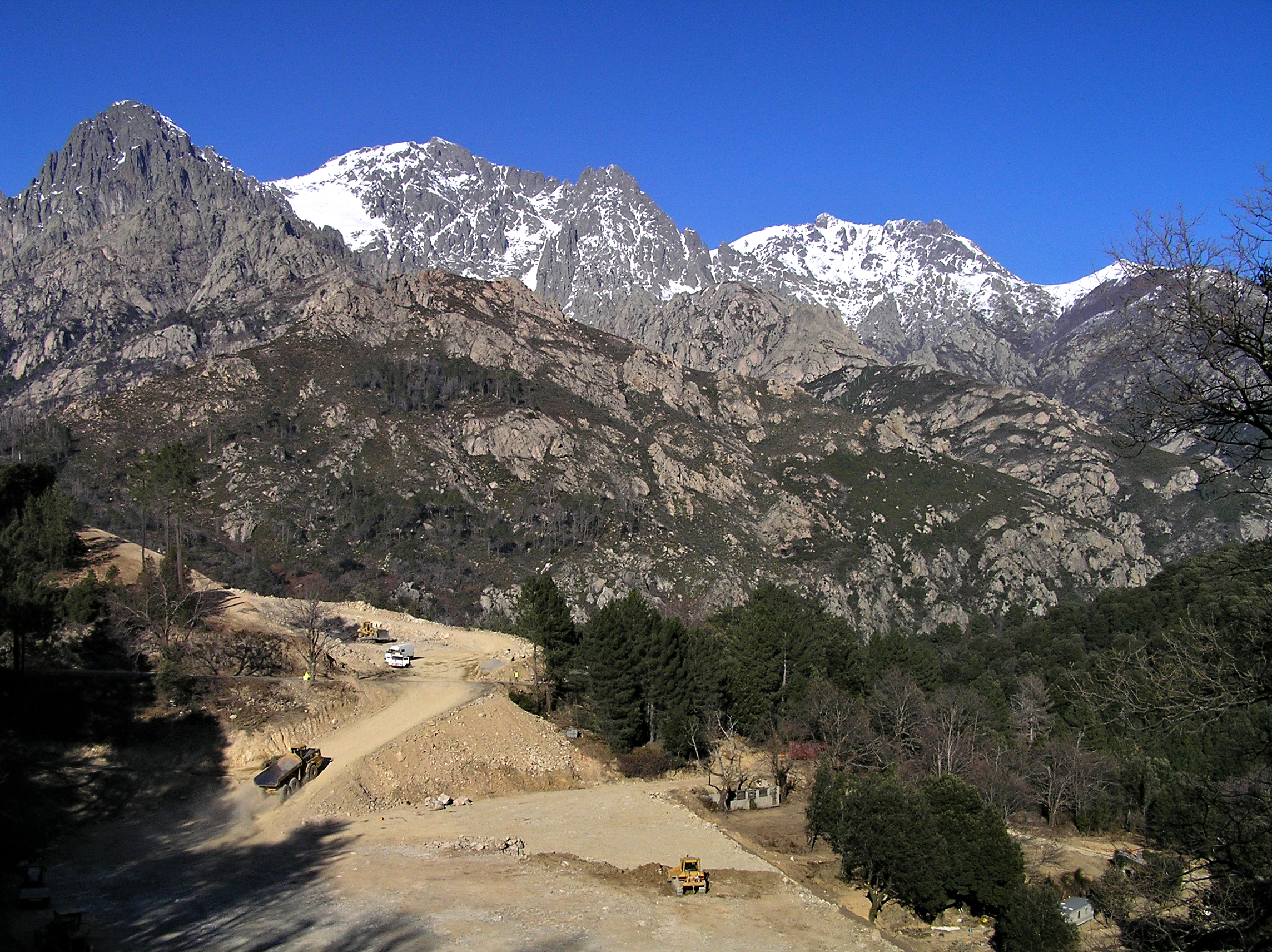
Travaux de terrassement du contournement du village par déviation de la RN 193

Grâce notamment au programme exceptionnel d'investissements, l'année 2005 a été marquée par le démarrage d'un grand chantier :
La déviation de Bocognano s'inscrit dans le cadre du programme de modernisation de la RN 193 (axe Ajaccio-Bastia) de la RT 20, au sein du schéma directeur des routes nationales de Corse.
Il s'agit de construire et d'aménager la déviation de la RN 193 afin d'éviter la traversée du vieux village, depuis le virage d'Ambaraccia au Sud, jusqu'au pont de Sellola au Nord.
Cette nouvelle route de 4,5 km permet de dévier environ 6 km de routes sinueuses, ainsi que la difficile traversée du village à la période estivale.
Un tunnel nommé Aria piana, long de 445 m, a dû être percé sur son tracé à forte pente, qui part du rond-point à la jonction des RN 193 (RT 20) et D 27 - 624 m jusqu'au pont de Sellola 876 m. Le tunnel est complété par le viaduc de Bocognano (274 m).
L'opération a été globalement cofinancée par l'Europe à hauteur de 32 %, l'État à hauteur de 29 % et la Collectivité territoriale de Corse à hauteur de 39 %.
Quelques chiffres : 
- 47 M€ HT au départ (revu à la hausse : 70M€ HT fin 2007) pour un nouveau tracé de 5,5 km au lieu des 7 actuels ;
- lancement des appels d’offres : janvier 2004 ;
- attribution du premier appel d'offres : octobre 2005 ;
- nouvelle attribution du marché : février 2006 ;
- démarrage des premiers travaux : novembre 2005 ;
- mise en service : printemps 2010.

#### Transports
Transport ferroviaires

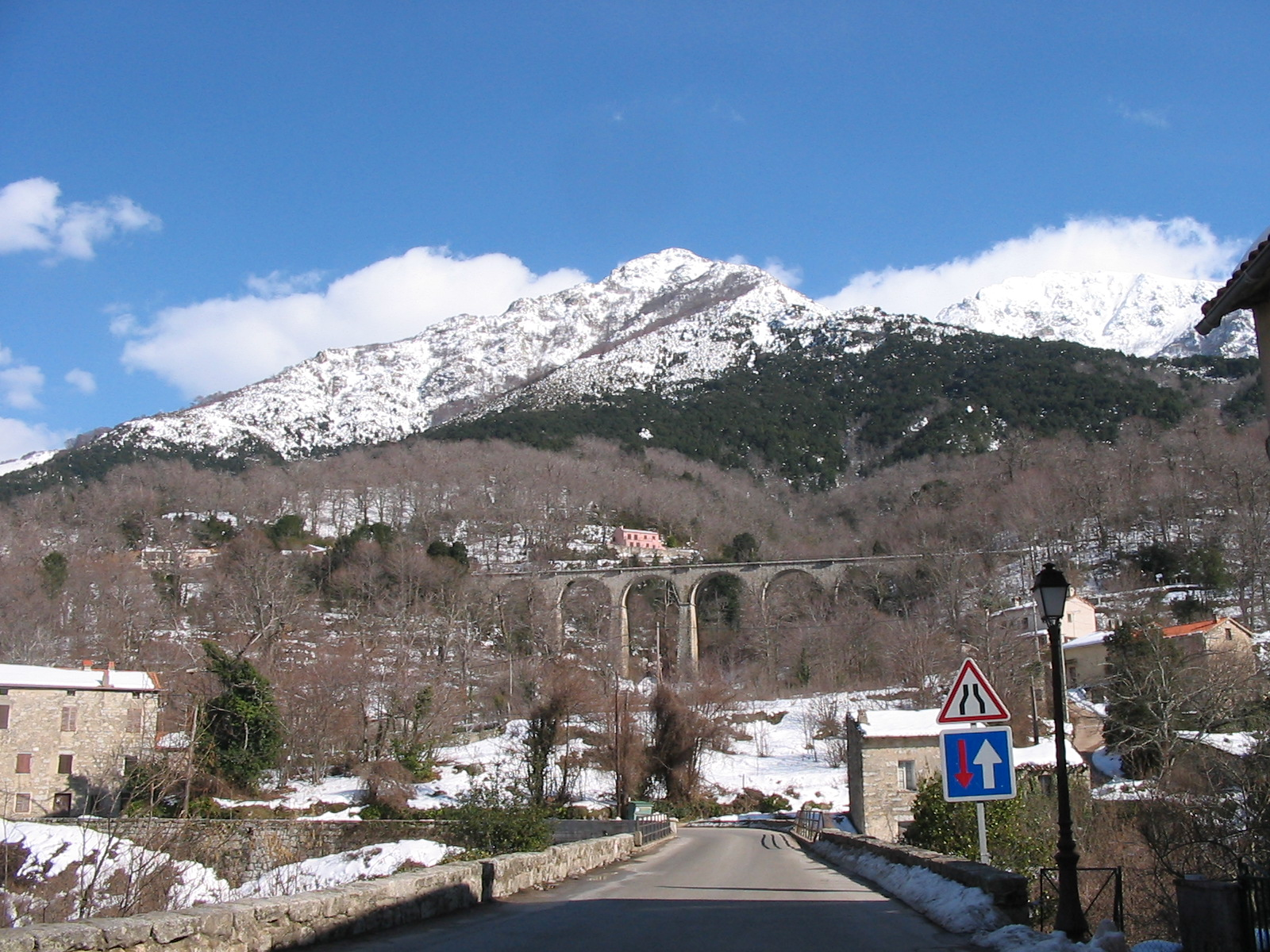
Viaduc de la ligne ferroviaire au-dessus de la commune.

Bocognano est desservie par la ligne des Chemins de fer de Corse. Elle est dotée d'une gare.
Bocognano est distant de 38 km de l'Aéroport d'Ajaccio-Napoléon-Bonaparte, l'aéroport le plus proche, et de 42 km du port de commerce d'Ajaccio.

## Urbanisme

### Typologie
Au 1er janvier 2024, Bocognano est catégorisée commune rurale à habitat dispersé, selon la nouvelle grille communale de densité à sept niveaux définie par l'Insee en 2022.
Elle est située hors unité urbaine. Par ailleurs la commune fait partie de l'aire d'attraction d'Ajaccio, dont elle est une commune de la couronne,. Cette aire, qui regroupe 79 communes, est catégorisée dans les aires de 50 000 à moins de 200 000 habitants,.

### Occupation des sols
L'occupation des sols de la commune, telle qu'elle ressort de la base de données européenne d’occupation biophysique des sols Corine Land Cover (CLC), est marquée par l'importance des forêts et milieux semi-naturels (98,8 % en 2018), une proportion sensiblement équivalente à celle de 1990 (98,1 %). La répartition détaillée en 2018 est la suivante : 
forêts (50,3 %), espaces ouverts, sans ou avec peu de végétation (28,1 %), milieux à végétation arbustive et/ou herbacée (20,4 %), zones urbanisées (0,9 %), zones agricoles hétérogènes (0,3 %). L'évolution de l’occupation des sols de la commune et de ses infrastructures peut être observée sur les différentes représentations cartographiques du territoire : la carte de Cassini (XVIIIe siècle), la carte d'état-major (1820-1866) et les cartes ou photos aériennes de l'IGN pour la période actuelle (1950 à aujourd'hui).

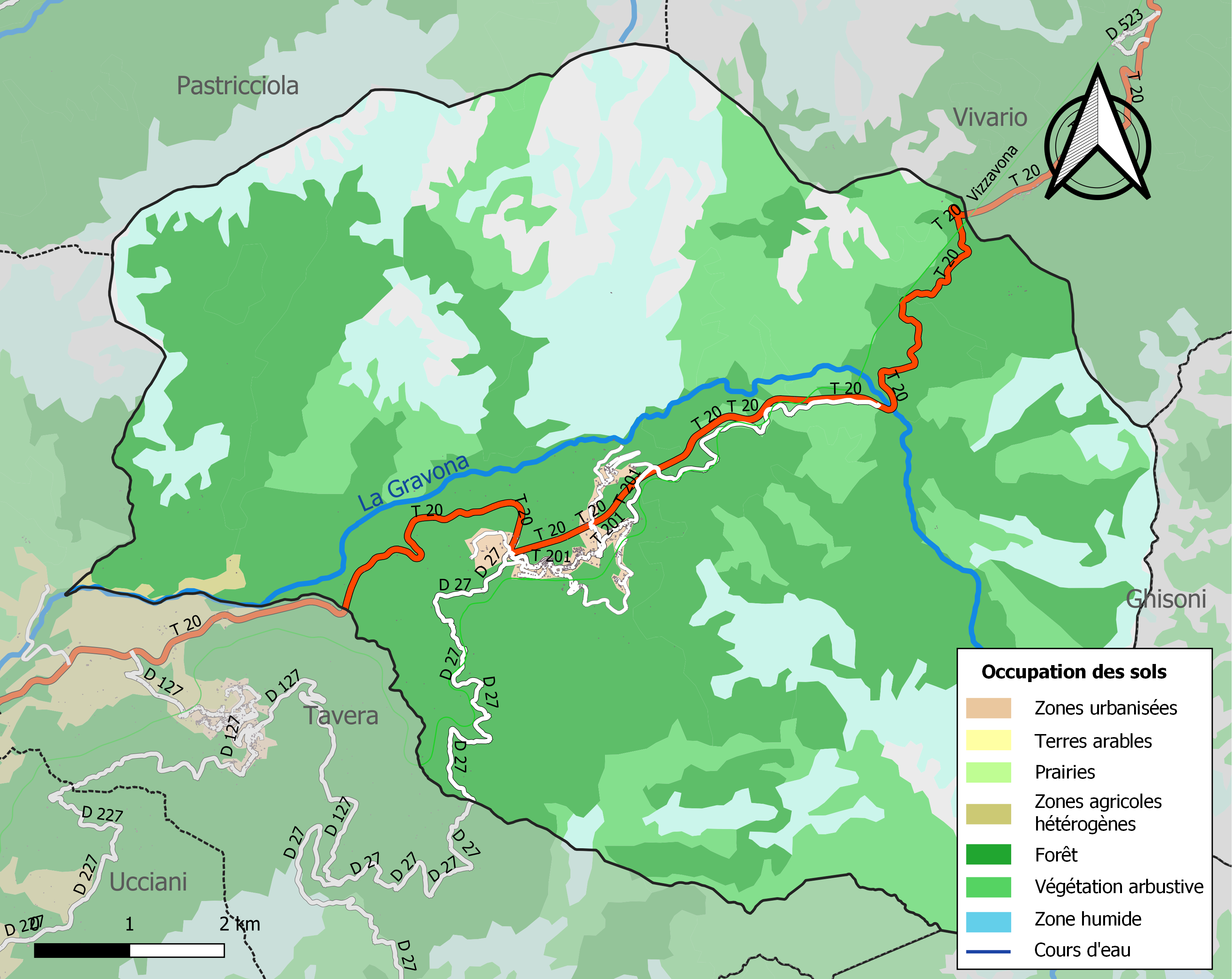
Carte des infrastructures et de l'occupation des sols de la commune en 2018 (CLC).

## Urbanisation
Bocognano est un gros bourg de montagne, s'étalant à une altitude moyenne de 650 mètres. Il est composé de onze hameaux : Celli, Busso, Poggiola, Moraschi et Corsacci étant les plus importants, Pietrajolo, Quercioli, la Gare, Colleta, Villanova et Erbajo.

Les habitants étaient autrefois des bergers nomades qui pratiquaient la transhumance ; ils passaient les estives en montagne (a muntagnera) et l'hiver sur le littoral (l'impiaghjera), particulièrement dans la plaine d'Afa. L'abbé Accinelli en rapportait : 

« Gli abitanti di Bognano uno de luoghi più alpestri della Pieve di Celavo per lo più sogliono andare ad abitare nella Spiaggia di Affa distante 5 miglia da Aiaccio, ovè una chiesuola di S. Anto Abbate, ove si celebra la Messa per loro Commodo. »

— Francesco Maria Accinelli in L’histoire de la Corse vue par un Génois du XVIIIe siècle
Les maisons à deux ou à trois étages et aux toits de tuiles rouges, présentent des façades austères, crépies. Quelques petits commerces sont ouverts à Corsacci (bar, boulangerie, boucherie, restaurant, etc.).
Bocognano dispose d'un bureau de Poste, de l'Office de Tourisme de la Haute-Gravona à Corsacci ouvert à la saison, d'une école élémentaire, d'un centre de 1re intervention de Sapeurs-Pompiers et d'une brigade de Gendarmerie Nationale.
Jadis, existait au-dessus du hameau de Busso, le château du comte de Busso. Une légende dit qu'on peut apercevoir certains soirs, à la nuit tombée, des flammes près du château. Elles viendraient des âmes damnés du comte et de ceux qui ne peuvent trouver le repos.
Il existe de nombreuses bergeries en altitude, beaucoup n'étant plus occupées pour les estives.

## Toponymie
En corse la commune se nomme Bucugnà (prononcé [bukuˈɲa]).

## Histoire

### Antiquité
Le site était déjà occupé dans l'Antiquité.

Sénèque admet qu'une partie des habitants de la Corse et qu'une partie de la langue parlée dans l'île au Ier siècle de notre ère soient d'origine ligure.
M. d'Arbois de Jubainville considère les noms de lieu formés au moyen du suffixe - asco, - asca, comme étant d'origine ligure.
Selon les études de l'historien Xavier Poli, certains lieux mentionnés par Ptolémée semblent correspondre à des lieux aujourd'hui existants : la civitates de Mora dans la vallée de la Gravona (l'une des trente-trois civitates que comptait la Corse) correspondrait à Moraschi, un hameau de Bocognano.
Ses recherches des noms de lieu mentionnés par Ptolémée sur les cartes topographiques, révèlent le pic Mora, entre Afa et Alata, le pic Muraffia, au sud de Tavera, et Moraschi, près de Bocognano, confirmant ainsi son analyse.
La vallée de la Gravona était habitée par le peuple des Cervini (ou Cruzzini ?). 
D'après Ptolémée, les Cervini occupaient la partie occidentale, au-dessous du Mons Aureus (monte d'Oro), dont la situation est ainsi déterminée dans les manuscrits : 30°45' de longitude et 40°45' de latitude et pour l'oppidum de Mora, 30° 30' 40°.

### Moyen Âge
Au XVe siècle, la banque de Saint-Georges, par acte du 12 juillet 1463, abandonnait la Corse au duc de Milan moyennant une rente de deux mille livres. En 1467 tous les habitants de la Corse étaient appelés à Biguglia, pour y prêter, entre ses mains, serment de fidélité au nouveau possédant. Les feudataires de l'Au-Delà-des-Monts étaient disposés à rendre hommage à son mandataire ; mais une querelle qui dégénéra en rixe entre les habitants du Nebbio et les hommes d'armes de la suite des Cinarchesi, coupa court à ces bonnes dispositions. S'ensuivit une longue guerre. L'Office de San Giorgio, moyennant deux mille écus d'or, récupère les droits sur la Corse. Giovan Paolo di Leca et Rinuccio Della Rocca furent les deux derniers feudataires en lutte contre les Génois. Avant d'être complètement défaits le 29 mars 1489, ils battront à Bocognano les hommes envoyés par la Banque.
Vers 1520, lo Pè di Bocogani était un des lieux habités de la pieve de Carceri ou Celavo qui comptait alors environ 1 000 habitants. Les lieux habités de la pieve s'appelaient li Peri, lo Poggio, l’Ulmo, la Salasca, Cortiggiato, Cottoli, Carbuggia, Aogiani, lo Taxo, la Marinchia, Cavalli, Sant’Antonio, lo Poggio di Canivagia, lo Busso, lo Canavagia, Tavera, lo Canipalde, li Muraschi, li Corsachi, li Quercioli, lo Pè di Bocogani, Villanova, le Celle, Tavaco, Vero.

### Temps modernes

#### La Grande révolte des Corses contre les Génois (1729 - 1769)
Après les premiers soulèvements des habitants du Bozio et du Rostino en 1729, le gouverneur génois Pinelli envoie des troupes pour mater la rébellion.
Dans sa Chronologie des évènements, Antoine-Dominique Monti rapporte les faits suivants relatifs à la participation des habitants de la piève de Celavo contre l'occupant génois :
- 1730 - Mars. « Les populations de la Cinarca (Sari-d'Orcino) encerclent Ajaccio mais se retirent rapidement. (Toute l'année des actions militaires sans coordination sont entreprises par les Corses : Algaiola est assiégée pendant quelques jours ; les populations d'Aullène et Zérubia cherchent querelle à Bonifacio ; celles de Vico dévastent les terres des Grecs de Paomia ; Aiacciu est harcelé par les habitants de l'Ornanu, (Santa-Maria-Siché), du Tavalu (Zicavo), de la Rocca (Sartène), d'Istria (Olmeto), du Celavu (Bucugnanu) et de la Cinarca. Les Génois ne peuvent se permettre la riposte par les armes, si ce n'est de brèves actions comme celles qui aboutissent aux incendies de Vicu et de Furiani ».
- 1734 - Mars. Les Nationaux encerclent Corte. Mouvements concertés des troupes génoises pour débloquer la ville. Des troupes convergent de Casinca (Paoli les repousse à Venzolasca), d'Aléria (elles sont contraintes de se réfugier à San Pellegrinu), d'Aiacciu, Cattaneo envoie 200 hommes par Bucugnanu et Vivario (attaqués, ils font demi-tour par Bastelica), et du Niolo (300hommes, des Grecs pour la plupart, s'étant embarqués à Aiacciu pour Sagone). Attaqués par Castineta à Camputile (Niolo), ils se replient sur Vico. Le 12 avril 1734, le capitaine Cleter, commandant la citadelle de Corti, capitule et se rend.
- 1739 - le 27 juillet, le marquis de Maillebois arrive à Bucugnanu qui était déjà désarmé depuis le 21.
- 1749 - 15 et 16 février. À Aiacciu, Cursay réunit les commissaires des pièves du Delà pour décider de l'administration de la justice, de la réparation des routes et de la perception de l'impôt. Des troupes françaises s'installent à Sartè, Istria, Ornanu, Bucugnanu et Vicu.

En septembre 1753, don Ignaziu Malgrani était curé de Bucugnanu.
- 1769 - 2 juin. Défait, Pascal Paoli quitte Vivario pour Bucugnanu, puis Bastelica, la Rocca et Porto-Vecchio.

#### La Révolution française et la Corse
- 1790, après la Révolution, la piève de Celavo devient le canton de Celavo, puis en 1793 le canton de Bocognano.
- 1793 : halte à Bocognano du lieutenant colonel Bonaparte qui revenait d'une consulte à Corte. Il y avait rencontré Pascal Paoli de retour en Corse après vingt années d'exil. Les deux hommes sont en conflit, Bonaparte refusant que la Corse se sépare de la France. Le général Paoli demande l'aide de la puissante famille Moretti pour ne pas laisser repartir Bonaparte. Le futur Napoléon Ier ne devra la vie qu'avec l'aide de Jean Vizzavona, un de ses parents, de Ange Toussaint Bonelli "Anghjulu Santu" dit Santu Ricci son guide et de l'intervention fortuite de la femme du clan Moretti.

Vizzavona et Bonelli figurent dans le testament de Napoléon, il leur légua une somme d'argent en signe de reconnaissance. Voir le lien ci-dessous Une page d'histoire inédite de Guy de Maupassant.
- 1851 - Bocognano et Valle-di-Mezzana cèderont partie de leur territoire pour la création de la nouvelle commune d'Afa.

- 1869 - le poète vagabond Albert Glatigny est emprisonné plusieurs jours à Bocognano ; un gendarme l'avait pris à tort pour le tueur Charles Jud[24].

### Époque contemporaine
- 1954 - Bocognano, qui comptait 646 habitants, est le chef-lieu du canton de Bocognano composé des communes de Bocognano, Carbuccia, Tavera, Ucciani et Vero.

## Politique et administration

### Liste des maires
| Période                                  | Période  | Identité          | Étiquette    | Qualité |
| ---------------------------------------- | -------- | ----------------- | ------------ | ------- |
| maire en 1897                            | ?        | Martin Muraccioli |              |         |
| 1965                                     | 1983     | Pierre Muraccioli |              |         |
| 1983                                     | 2014     | Martin Muraccioli | UDF puis UMP |         |
| 2014                                     | En cours | Achile Martinetti | SE           |         |
| Les données manquantes sont à compléter. |          |                   |              |         |

## Population et société

### Démographie
L'évolution du nombre d'habitants est connue à travers les recensements de la population effectués dans la commune depuis 1800. Pour les communes de moins de 10 000 habitants, une enquête de recensement portant sur toute la population est réalisée tous les cinq ans, les populations de référence des années intermédiaires étant quant à elles estimées par interpolation ou extrapolation. Pour la commune, le premier recensement exhaustif entrant dans le cadre du nouveau dispositif a été réalisé en 2008.

En 2022, la commune comptait 393 habitants, en évolution de −5,53 % par rapport à 2016 (Corse-du-Sud : +7,61 %, France hors Mayotte : +2,11 %).
| 1800  | 1806  | 1821  | 1831  | 1836  | 1841  | 1846  | 1851  | 1856  |
| ----- | ----- | ----- | ----- | ----- | ----- | ----- | ----- | ----- |
| 1 866 | 1 914 | 2 155 | 1 992 | 2 152 | 2 441 | 2 689 | 2 800 | 2 651 |

| 1861  | 1866  | 1872  | 1876  | 1881  | 1886  | 1891  | 1896  | 1901  |
| ----- | ----- | ----- | ----- | ----- | ----- | ----- | ----- | ----- |
| 2 140 | 1 334 | 1 426 | 1 627 | 1 887 | 1 783 | 1 065 | 1 816 | 1 598 |

| 1906  | 1911  | 1921  | 1926  | 1931  | 1936  | 1946 | 1954 | 1962 |
| ----- | ----- | ----- | ----- | ----- | ----- | ---- | ---- | ---- |
| 1 578 | 1 550 | 1 570 | 1 612 | 1 620 | 1 709 | 613  | 646  | 432  |

| 1968 | 1975 | 1982 | 1990 | 1999 | 2006 | 2008 | 2013 | 2018 |
| ---- | ---- | ---- | ---- | ---- | ---- | ---- | ---- | ---- |
| 404  | 340  | 315  | 290  | 343  | 451  | 482  | 439  | 376  |

| 2022 | - | - | - | - | - | - | - | - |
| ---- | - | - | - | - | - | - | - | - |
| 393  | - | - | - | - | - | - | - | - |

### Manifestations culturelles et festivités

#### Festimonti
Festimonti est le festival annuel de la montagne. Il est organisé depuis 2001, par l'association U Liamu Gravunincu en collaboration avec la commune de Bocognano. Sa vocation est d'animer, promouvoir et valoriser la microrégion de la vallée de la Gravona.
La manifestation a lieu le dernier week-end de septembre ou le 1er  du mois d'octobre.

#### Fiera di a Castagna

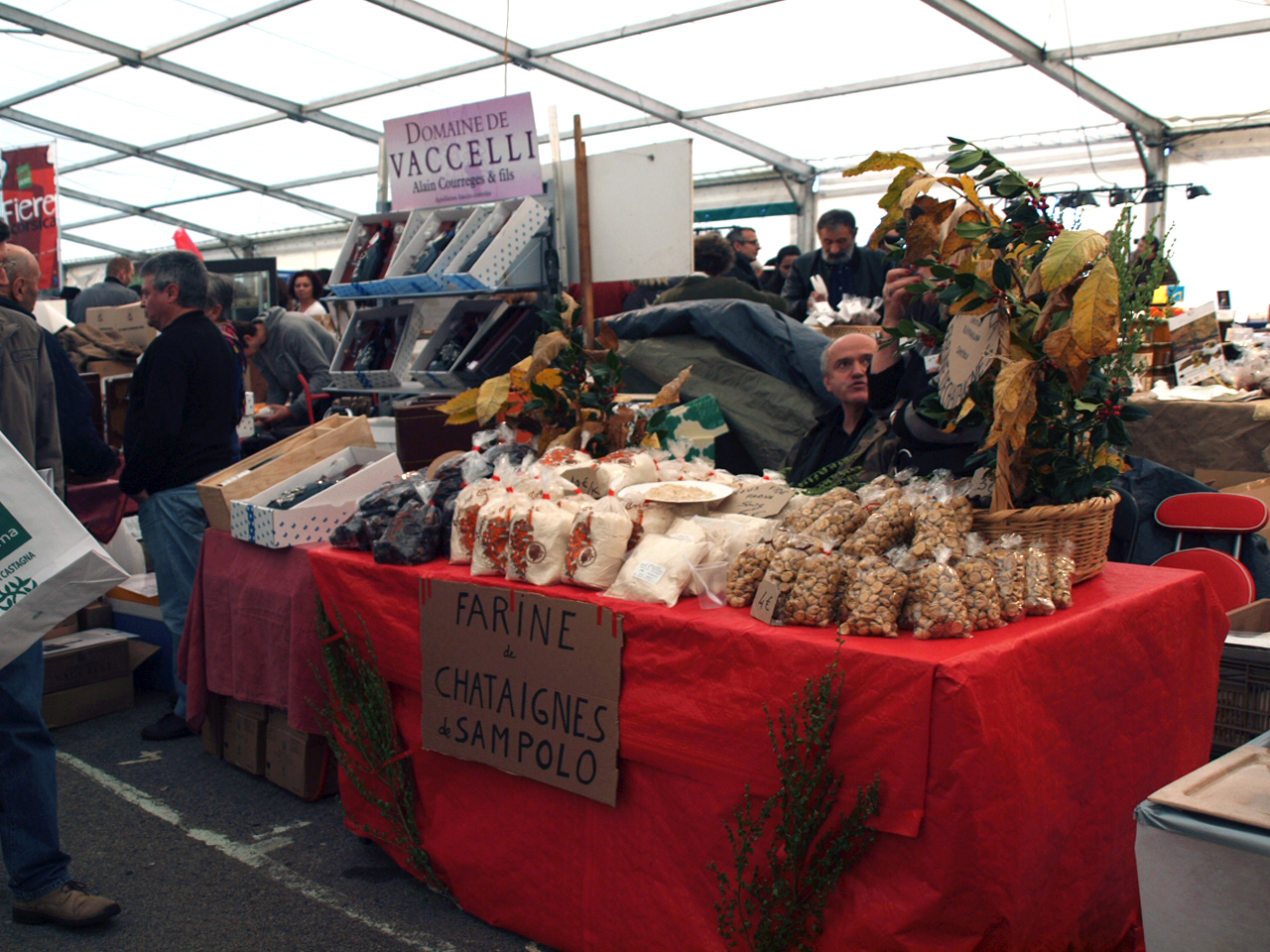
Un des stands « Châtaignes » de la foire Castagna

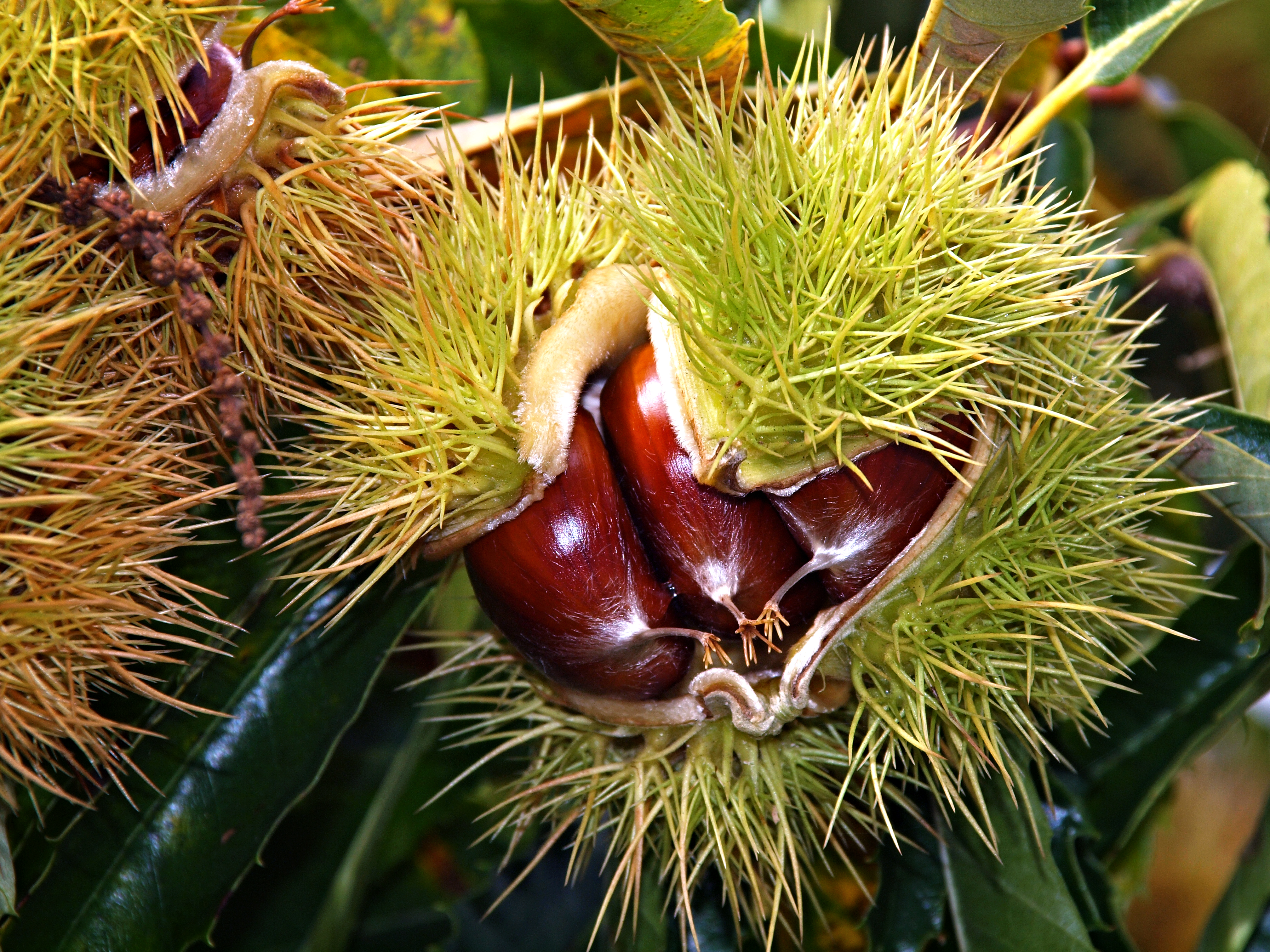
Gogue de Châtaignes à maturité

la Foire de la châtaigne est certainement la plus célèbre des foires agricoles en Corse, l'une des plus anciennes, régulières et dont le succès ne se dément pas d'année en année... Depuis 1982, a Fiera di a Castagna a lieu le premier week-end de décembre. Organisée par le Foyer Rural U castagnu, cette foire est l'événement roi de la fin d'année : elle attire des milliers de visiteurs venus des quatre coins de l'île et plus de 150 exposants.
Ses principes : « Elle a toujours été l'affirmation de la volonté de maîtriser le développement de la ruralité à partir des ressources naturelles du territoire, des savoir-faire productifs et de l'aptitude à l'ouverture et au partage de toute une communauté ».
Sous une structure de 3 000 m2, les meilleures productions agroalimentaires et artisanales de l’île sont représentées. Si la châtaigne, et en particulier la farine, est la reine de la manifestation, on y trouve également les produits certifiés tels que le miel, le brocciu, la noisette, le vin, l'huile d'olive… mais pas la charcuterie. Les confiseries et chocolats, la pâtisserie, la bière et les fromages sont aussi à l'honneur.
L’artisanat d’art est aussi très bien représenté à travers la poterie, la coutellerie, le travail du bois… La manifestation s’est fondée sur une charte stricte de qualité des produits.
Des stands exposent la littérature corse dans tous ses domaines, d'autres permettent de retrouver les vieilles chansons et mélodies sur CD-ROM.
L'animation est assurée par la radio locale France Bleu Corse Frequenza Mora.
À noter que le Pays basque est revenu en 2011, pour la troisième fois, faire découvrir et redécouvrir ce que ce riche terroir a à offrir.

### Cultes
Le seul lieu de culte est catholique. L'église paroissiale Santa Lucia relève du diocèse d'Ajaccio.

### Sports

#### Randonnées
- Le GR 20 qui arrive du Nord par Punta de Pinzi Corbini (2 021 m) et Punta Muratello (2 141 m), évite le territoire de Bocognano pour suivre le cours de l'Agnone (Vivario) sur le versant oriental de la crête menant au col de Vizzavona.
- Le refuge di l'Onda du PNRC (1 431 m), se situe à 2,5 km « à vol d'oiseau » de la Pointe Migliarello qui marque l'extrémité nord de la commune.
- Le sentier de Bocognano à Tavera de gare à gare, 8 km / 4 h.

#### Football
Le Sporting Club Bocognano est le club de football du village.
Il a été créé en 1986 sous l'impulsion de jeunes du village. Il évolue aujourd'hui en Division d'honneur et compte 180 licenciés. Outre son équipe première, le club compte 6 catégories de jeunes, des débutants au U19.
Le club évolue au stade municipal situé au Sud du village. Le stade a été rénové en 2009 et est doté d'une pelouse synthétique.
Les présidents depuis sa création : Michel Galea - François Mancini - Francis Padovani - François Casasoprana - Franck Risterucci (depuis 2001).
Le club dispose d'un site internet et évolue en Regional 1.

## Culture locale et patrimoine

### Lieux et monuments
- Monument aux morts
- Calvaire situé route de la gare avec également une inscription : « DON DE Mr CESAR MUFRAGG en reconnaissance A St LUCIE ».
- Tunnel ferroviaire de Vizzavona d'une longueur 3 950 m. L'entrée Sud du tunnel est située sur le territoire de la commune.
- Viaduc ferroviaire en maçonnerie sur le ruisseau de Sant'Andria.
- Viaduc de chemin de fer en maçonnerie à sept arches de Granatu.

#### Église Sainte-Lucie

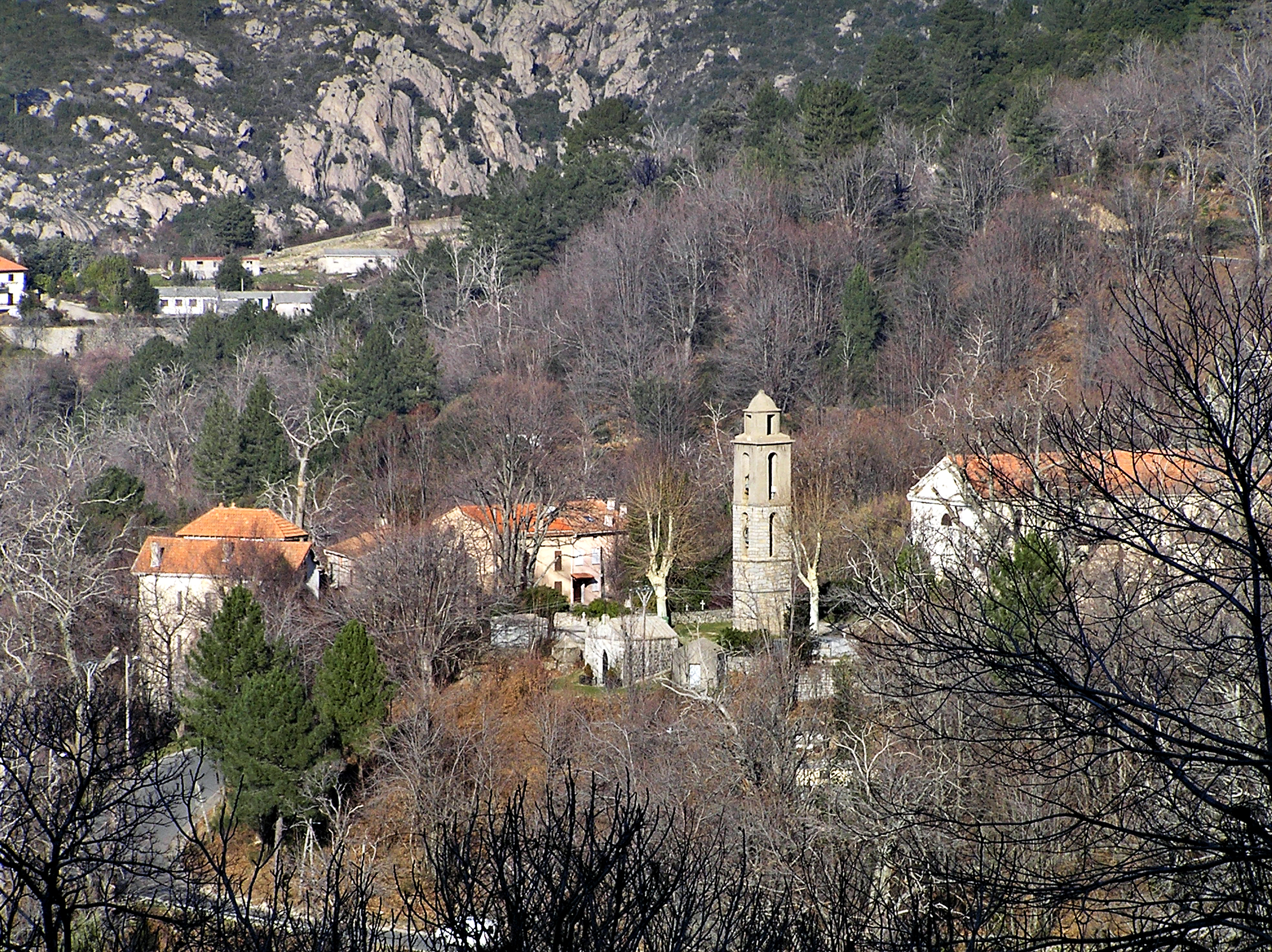
Église Sainte-Lucie avec son clocher décentré

L'église paroissiale Sainte-Lucie, ancienne chapelle romane, est devenue église au XVIIIe siècle. Édifiée par les Génois, elle a été restaurée au XIXe siècle. Une niche est située au-dessus de la porte, garnie d'une statue de la Vierge Marie avec une inscription: « MONSTRA TE ESSE MUTREM ». Le clocher décentré est construit devant l'église, 25 mètres en avant, et porte l'inscription « 1768 F.F.F.F.F ».
L'église renferme un tableau, sainte Lucie, de la fin XVIIe siècle, peinture à huile sur toile offerte par le capitaine Jean Vizzavona et propriété de la commune. L'œuvre est classée Monument historique par arrêté du 20 février 1978. Un cimetière est implanté tout autour de l'édifice (un autre existe au-dessus de la jonction de la T20 et de la D27).

#### Funtanone

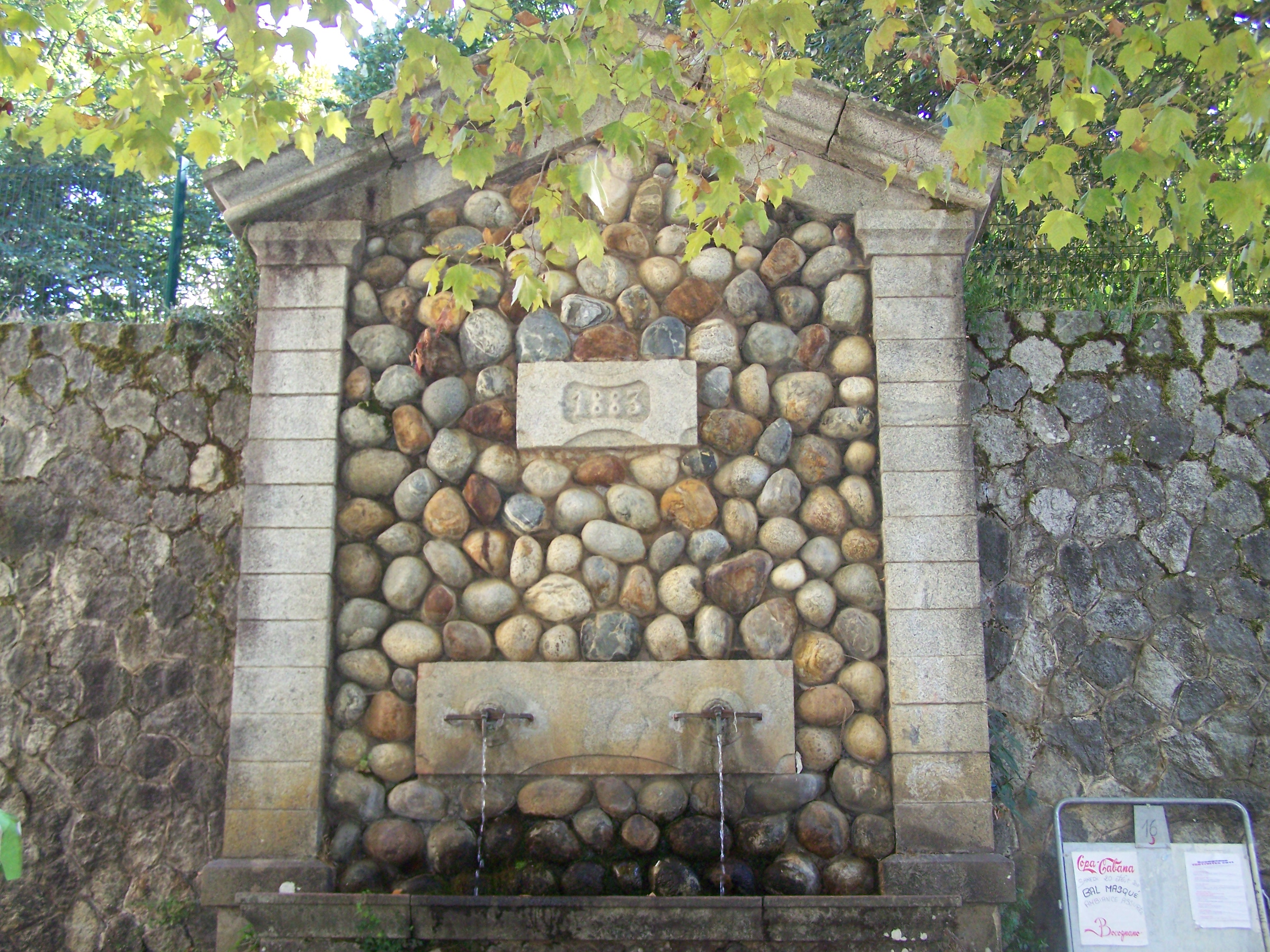
Funtanone - fontaine au coeur du village

Il s'agit d'une fontaine monumentale située sur la place du village, au bord de la route à côté de la mairie. Elle est constituée de deux poteaux en pierre de taille avec un remplissage de galets et un toit en pierres taillées, construite en 1883 et appelée Funtanone.

### Patrimoine culturel

#### U Palazzu di Bucugnà

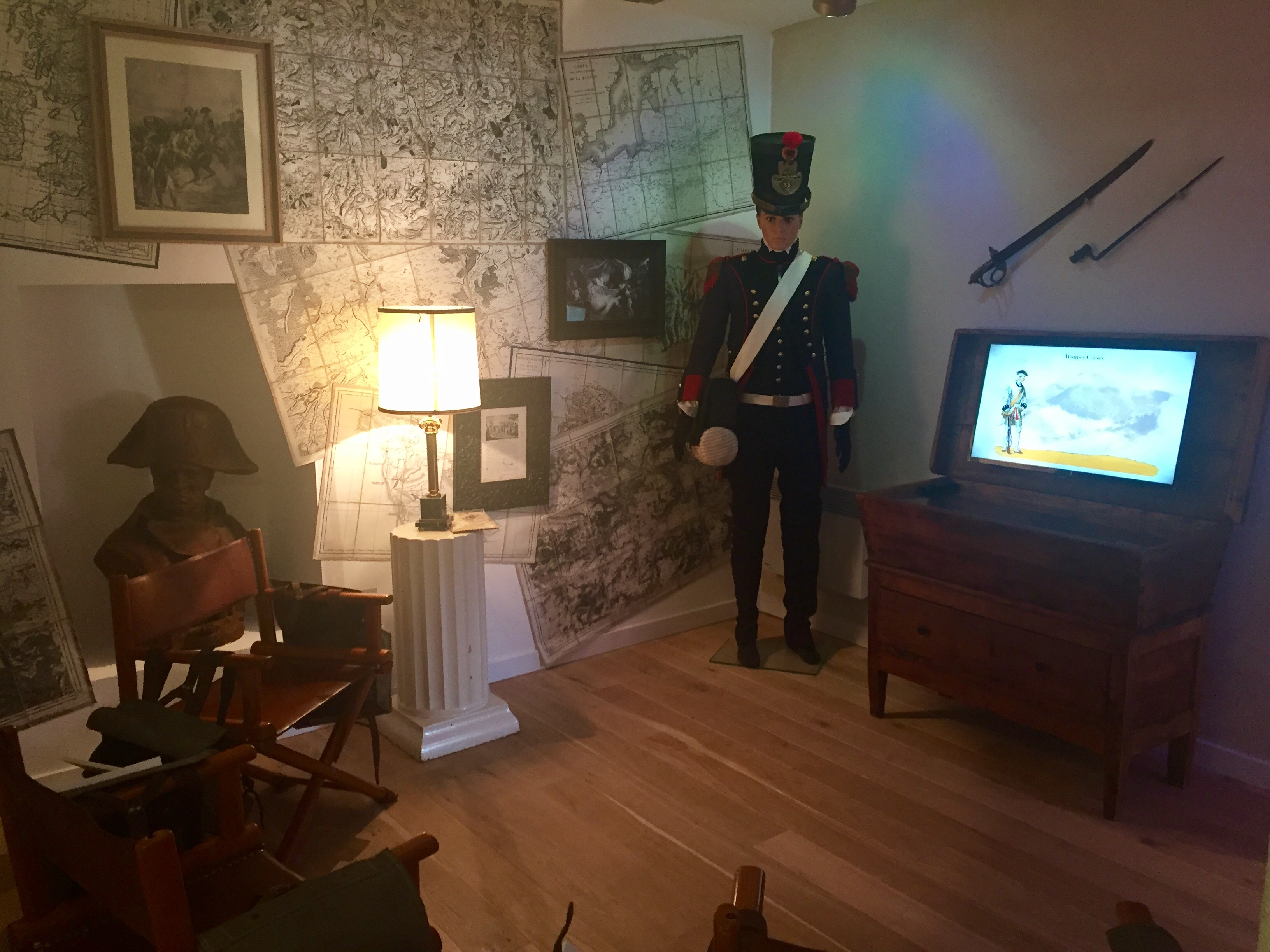
Ecomusée U Palazzu

U Palazzu a été construit entre la fin du XVIIIe siècle et le début du XIXe siècle à la demande de Napoléon Bonaparte, qui souhaitait disposer d'une résidence d'été à Bocognano, village de ses aïeux. Située au cœur du village, cette bâtisse au caractère intime est en partie aménagée en écomusée. Il présente quelques aspects significatifs du mode de vie traditionnel de ce territoire. Les collections rassemblent plusieurs dizaines d'objets : meubles, vêtements, outils, photographies...
L'Office de Tourisme de la Haute Vallée de la Gravona est situé au rez-de-chaussée du bâtiment.

### Patrimoine naturel

#### Parc naturel régional
Bocognano est une commune adhérente au Parc naturel régional de Corse, dans son « territoire de vie » appelé "Gravona".

#### ZNIEFF
Bocognano est concernée par six ZNIEFF de 2e génération :
Cirques et lacs glaciaires du Monte Renoso

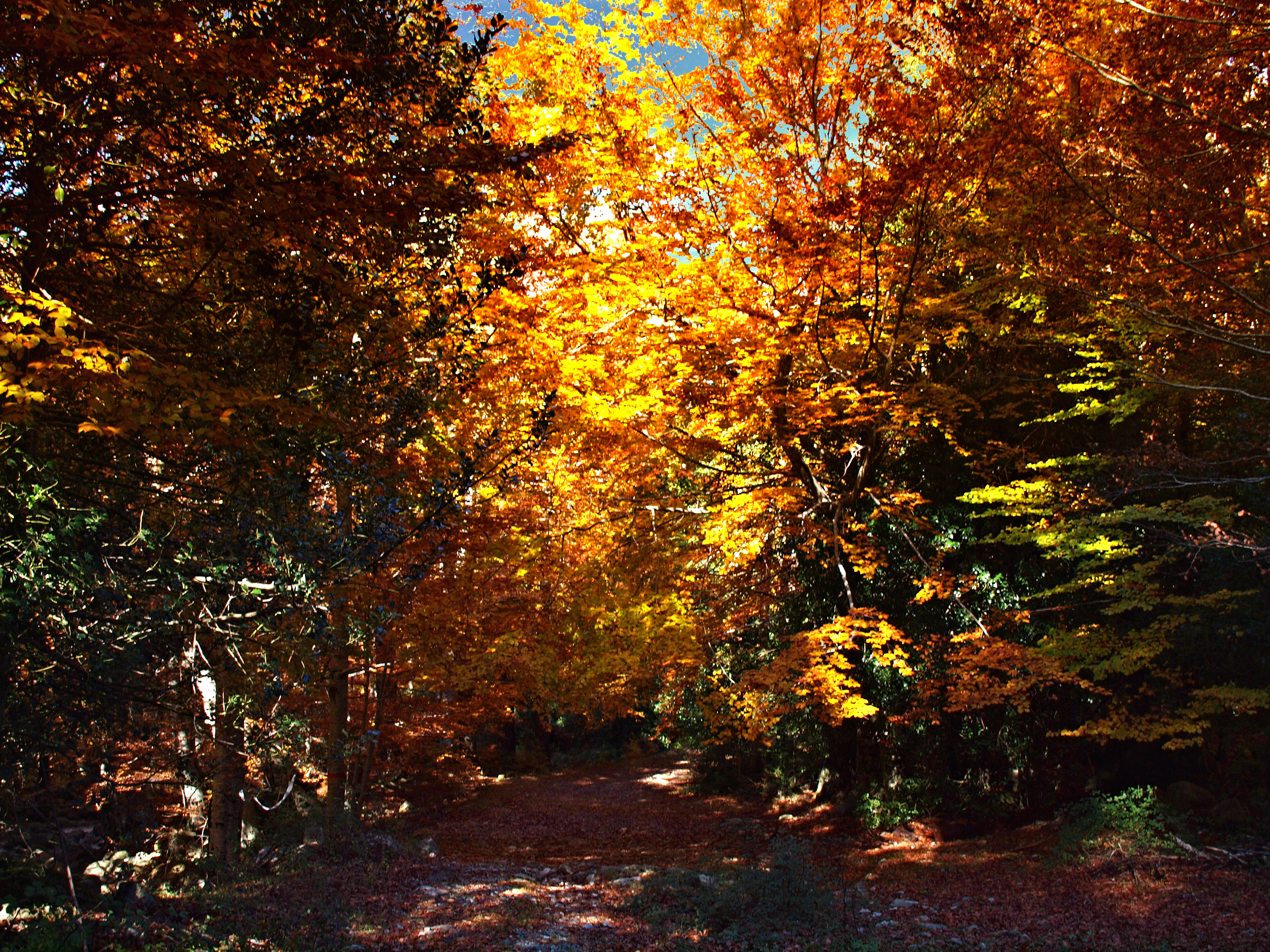
Hêtraie du col de Vizzavona

La zone couvre une superficie de 1 762 ha des communes de Bocognano, Ghisoni et Bastelica ;
Crêtes et hauts versants asylvatiques du Monte Renoso
Le massif du Renoso qui s'étend du col de Vizzavona, au Nord, jusqu'au col de Verde, au Sud, est prolongé au Sud-Ouest par deux chaînes de montagnes moins hautes qui délimitent les hautes vallées du Prunelli et de l'Ese. C'est un véritable château d'eau d'une partie de la Corse du Sud ; il donne naissance aux fleuves Gravona, Prunelli, Taravo et Fiumorbo. La zone couvre une superficie de 5 111 ha ;
Crêtes et hauts versants asylvatiques du Monte Rotondo
La zone d'une superficie de 34 310 ha, est constituée par les crêtes et les hauts versants du Massif du Rotondo ;
Hêtraie de Selolla
La zone couvre une superficie de 360 ha de la seule commune de Bocognano ;
Hêtraie du col de Vizzavona
La zone couvre une superficie de 870 ha des communes de Bocognano, Ghisoni et Vivario. Elle occupe le versant Nord de la Punta dell'Oriente entre 850 mètres d'altitude, un peu en aval de la gare de Vizzavona, et 1 600 mètres ;
Sommets du Monte d'Oro et de la Punta Migliarello
La zone couvre une superficie de 611 ha des communes de Bocognano, Pastricciola et Vivario. Troisième massif montagneux de Haute-Corse, le Monte d'Oro constitue un ensemble bien individualisé, matérialisé par deux sommets principaux, le Monte d'Oro qui culmine au Sud-Ouest et atteint 2 389 mètres et la Punta Migliarello 2 254 mètres.

#### Natura 2000
Le site Natura 2000 du Monte d’Oro/Vizzavona (référence FR 9400579), ensemble divisé en deux zones disjointes d'une superficie de 2 544 hectares, s’étend sur les territoires communaux de Vivario et de Bocognano.
1 254 ha des terrains, répartis en 489 ha de forêt territoriale (Vizzavona) et 765 ha de forêt communale (Vivario, Bocognano), bénéficient du régime forestier. La forêt communale de Bocognano n'est pas aménagée forestièrement.

#### La cascade du Voile de la mariée

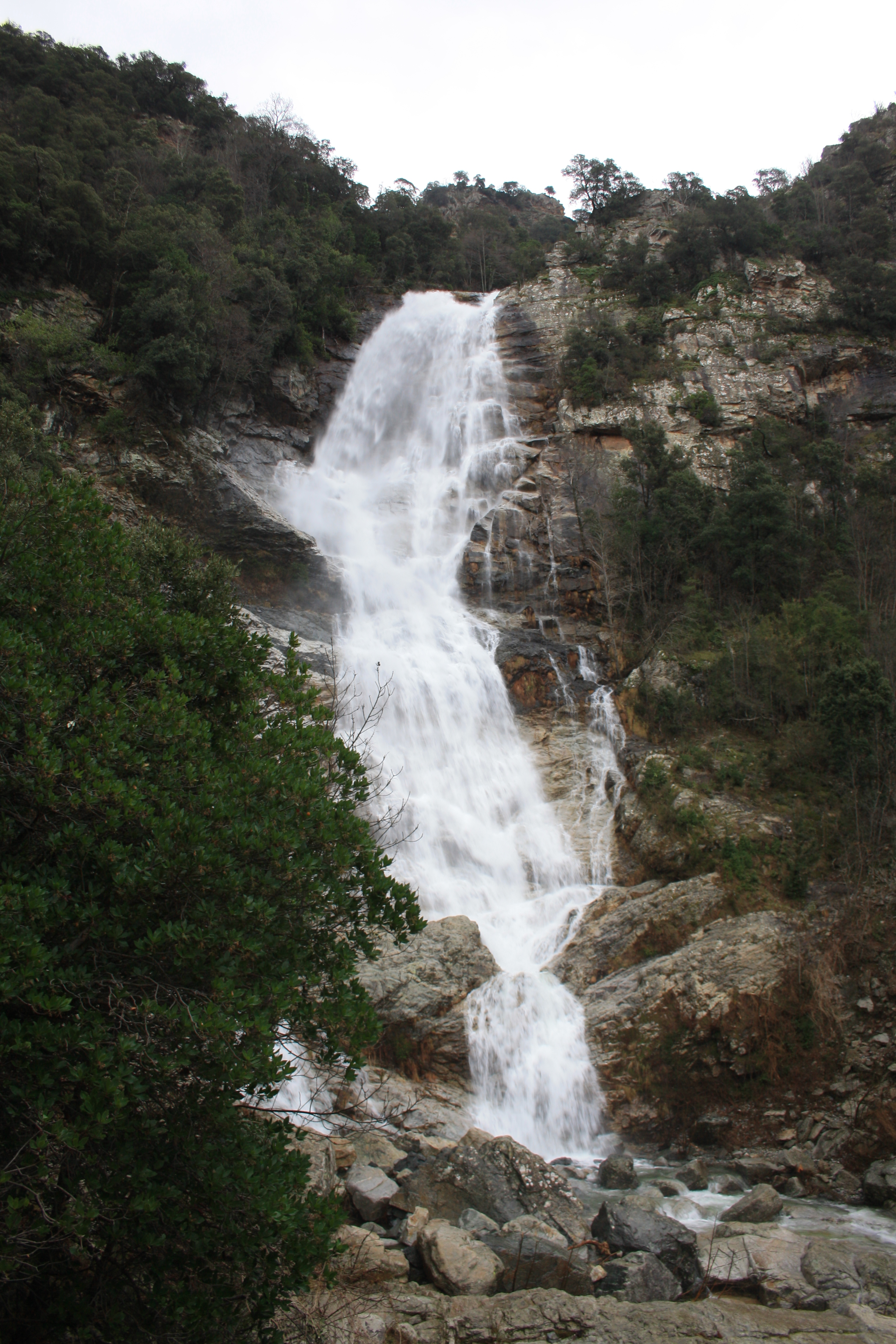
la Cascade du voile de la mariée

La remarquable cascade se trouve à environ 300 m en amont du pont Salicio de la route D27, sur le ruisseau de Trotto.

### Personnalités liées à la commune

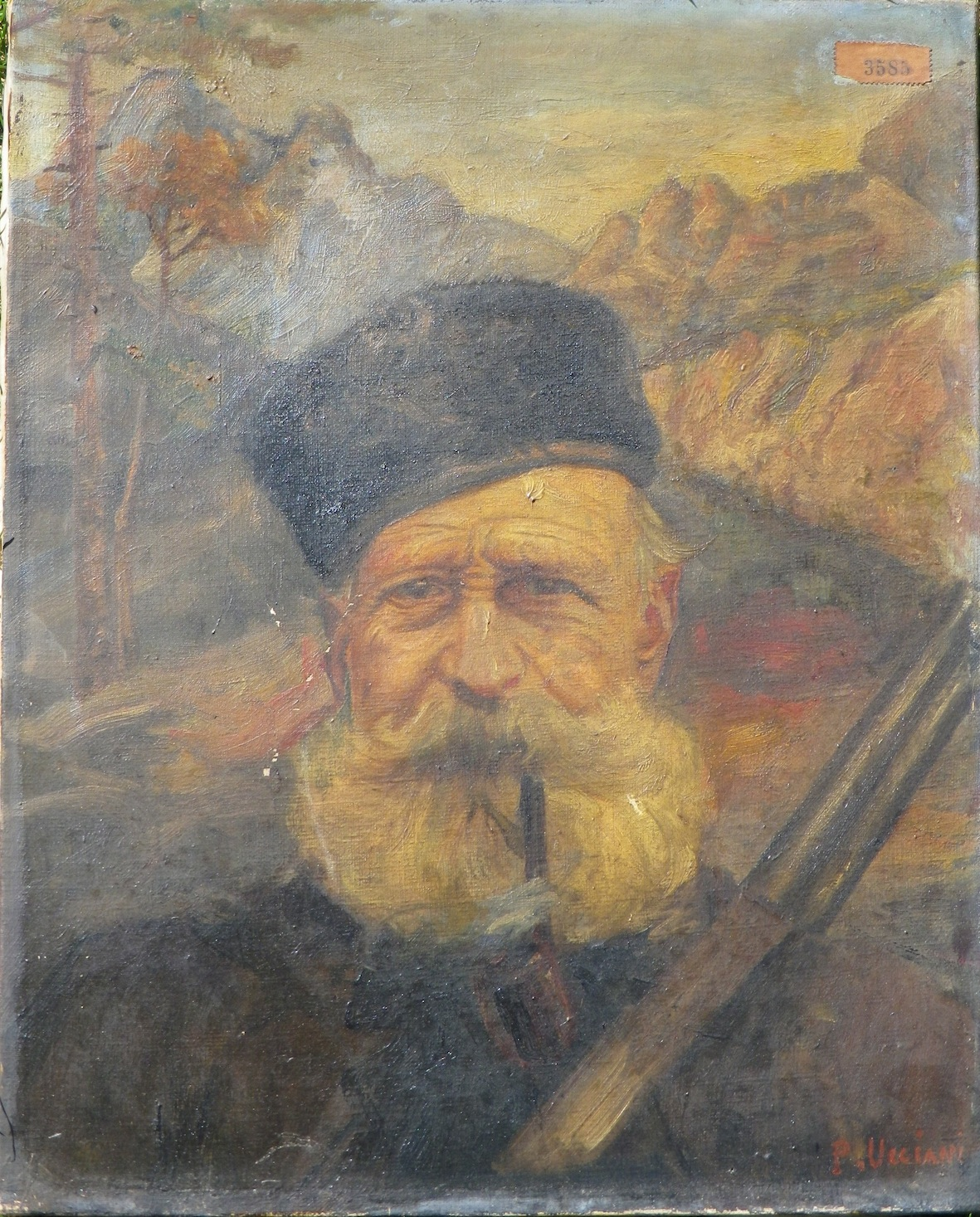
Antoine Bonelli dit Bellacoscia
bandit d'honneur de Bocognano
du peintre corse Pierre Ucciani.

- Ange-Mathieu Bonelli (1728-1796), dit Zampaglinu, originaire de Bocognano. Avec une bande armée dite des Granfioni, il organise la résistance à l’occupation française. Il rejoint Pascal Paoli à Londres (1778). Après la Révolution de 1789, il revient en Corse, devient le protecteur du jeune Napoléon et se déclare opposé au royaume anglo-corse. Il meurt assassiné à Vizzavona en 1796. Il est père de deux fils : François (1758-1843) et Ange-Toussaint (1774-1866)[22].
- Antoine Bonelli (1827-1907), dit Antoine "Bellacoscia", bandit d'honneur, dit le roi des bandits corses.
- Jacques Bonelli (1832-1896), dit Jacques "Bellacoscia", frère cadet d'Antoine Bonelli.
- François Morelli (1833-1892), homme politique né à Bocognano, sénateur de la Corse de 1889 à 1892.
- Henri-Nicolas Frey (1847-1932), général du Second Empire, né au village.
- Pierre Ucciani (Ajaccio 1851-Paris 1939), peintre corse, vient peindre à Bocognano vers 1890[40],[41],[42]
- Jean-Baptiste Marcaggi (Bucugnà 1866 - Aiacciu 1933), bibliothécaire de la ville d’Ajaccio, journaliste, historien et romancier. Il est l'auteur de La Genèse de Napoléon (1895) et Bandits corses d’hier et d’aujourd’hui[22].
- François Antoine Vizzavona (1876-1961), photographe.
- Paul Silvani (1928-2013) journaliste et historien corse, natif du village ; il a publié de nombreux ouvrages documentés sur l'histoire de la Corse.
- Pierre Cangioni, né en 1939, journaliste sportif, ses parents natifs de la Corse, il a passé toute son enfance à Bocognano.